# Kazbegi (gemeente)
Kazbegi (Georgisch: ყაზბეგის მუნიციპალიტეტი, Kazbegis moenitsipaliteti) is een gemeente in het noorden van Georgië in de regio Mtscheta-Mtianeti. De gemeente heeft een oppervlakte van 1.081,7 km² en heeft 3.757 inwoners (2024). Het is daarmee de minst- en dunst bevolkte gemeente van Georgië. Stepantsminda is het bestuurlijk centrum van de gemeente en is tevens het toeristisch centrum. 
Kazbegi grenst aan zowel de afscheidingsregio Zuid-Ossetië als Rusland en ligt vrijwel geheel ten noorden van de waterscheiding van de Grote Kaukasus, de Europese zijde van de bergketen. De Terek-rivier heeft zijn bron in de gemeente en stroomt vanaf de Troesovallei via de Darjalkloof naar Rusland.

## Geschiedenis
Historisch lag het gebied van de hedendaagse gemeente Kazbegi in de historische etnografische regio Chevi, waar het grotendeels mee overeenkomt. Na het uiteenvallen van het Koninkrijk Georgië in de 15e eeuw was Chevi onderdeel van het koninkrijk Kartlië en korte tijd het koninkrijk Kartli-Kachetië tot de Russische annexatie in 1801. Het gebied speelde door de ligging langs de Georgische Militaire Weg, de enige passage door de Kaukasus die geschikt was voor de wagen, een belangrijke rol in de expansie van het Keizerrijk Rusland in Transkaukasië.

### In Russisch Rijk

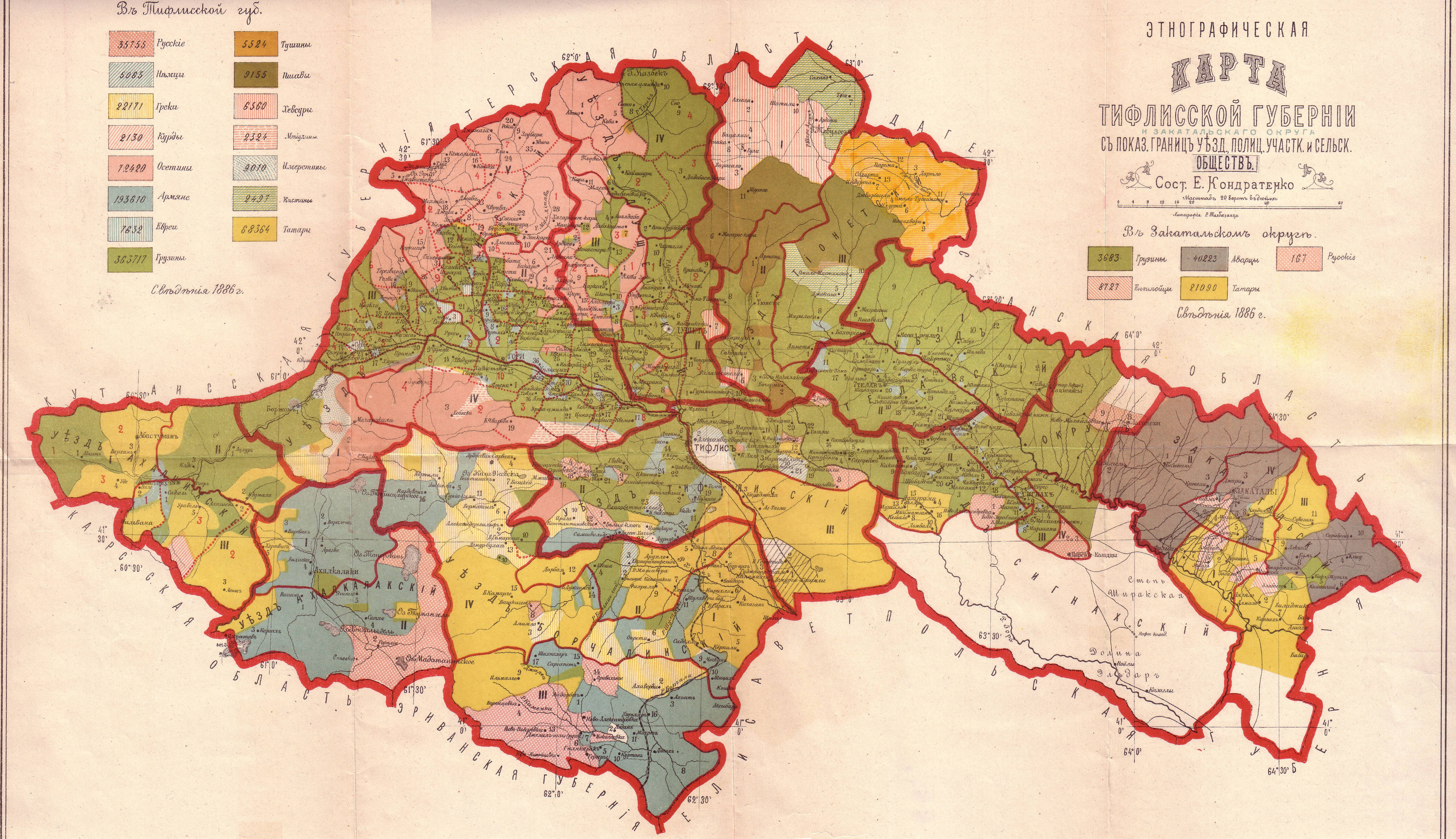
Gouvernement Tiflis (1886): Kazbegi middenboven; in roze Osseten, groen Georgiërs.

De contouren van de moderne bestuurlijke indeling van Georgië werden vanaf 1801 geschapen door de provinciale indeling van de Georgische gouvernementen. Kartli-Kachetië werd omgevormd in het gouvernement Georgië met vijf oejezden (provincies, ook wel mazra genoemd in het Georgisch). Chevi werd ingedeeld bij het oejezd Doesjeti.
Vanaf 1846 lag Chevi in het Gouvernement Tiflis, en na verschillende interne herindelingen viel het vanaf 1867 onder het heropgerichte oejezd Doesjeti. Chevi werd daarbinnen een gemeentelijk district (Russisch: yча́сток, oetsjastok), waar ook delen van de historische regio's Mtioeleti en Goedamakari onder vielen. Het lag verspreid over de twee rurale gemeenschappen Boven-Chevi (Верхне-Хевское, Verchne-Chevski) en Neder-Chevi (Нижне-Хевское, Nizhne-Chevski). Het westelijke Boven-Chevi bestond uit de Osseets bewoonde Troesovallei en het Kobi-dal, terwijl het oostelijke Neder-Chevi bestond uit het Georgisch bewoonde Stepantsminda en de omliggende valleien, zoals Dzjoeta en de Darjalkloof.

### Vorming district
Na de sovjetisering van Georgië vonden er grote bestuurlijke herindelingen plaats. In 1929-1930 werd Kazbegi als rajon (district) opgericht met het hedendaagse territorium. Het kreeg daarbij de naam Kazbegi naar het administratief centrum dat inmiddels officieel hernoemd was van Stepantsminda naar Kazbegi. Dit was de geadopteerde familienaam van het Tsjofikasjvili-geslacht, die in de 19e eeuw belangrijke en Rusland-loyale bestuurders in het gebied waren. In het onafhankelijke Georgië werd het district in 1995 onderdeel van de nieuw opgerichte regio (mchare) Mtscheta-Mtianeti en in 2006 werd het district omgevormd naar een gemeente (municipaliteit) met dezelfde omvang.

## Geografie
De gemeente Kazbegi is een zeer bergachtig gebied dat middenin het centrale deel van de Grote Kaukasus ligt. Het grenst niet alleen aan Rusland maar ook aan de door Rusland feitelijk bezette afscheidingsrepubliek Zuid-Ossetië. Hier liggen de gemeenten Achalgori (Leningor) en Dzjava liggen die aan Kazbegi grenzen. In het zuidoosten grenst Kazbegi aan Doesjeti. In de grens met Rusland ligt ook de enige open grensovergang tussen Georgië en Rusland. Een belangrijk deel van de gemeente valt onder het nationaal park Kazbegi.

### Keli Vulkanisch Hoogland

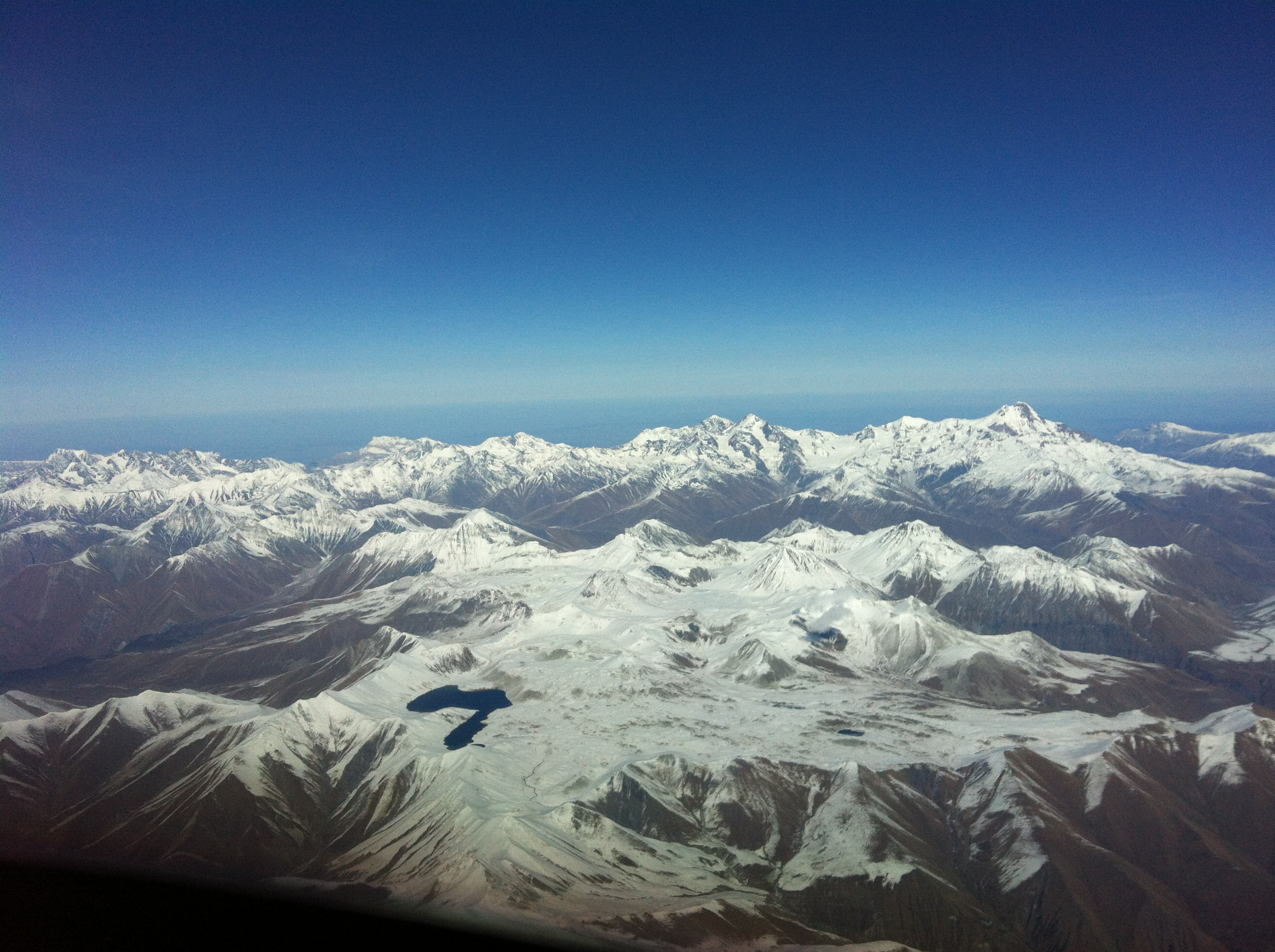
Keli hoogland, met de Kazbek op de horizon.

De zuidwestelijke hoek van de gemeente, bij wintersportplaats Goedaoeri, ligt ten zuiden van de bergkam van de Grote Kaukasus. Dit gedeelte in het grensgebied met Zuid-Ossetië is onderdeel van het Keli vulkanisch hoogland, dat tussen de 2600 en 3300 meter boven zeeniveau ligt. Het gebied van ongeveer 150 km² dat over verschillende gemeentes ligt is een voorname bron van vulkanisme op de zuidelijke hellingen van de Grote Kaukasus. Hier bevindt zich de bron van de Mtioeleti (Witte) Aragvi, maar ook van de Liachvi en Ksani rivieren. Het hoogland is tevens deel van de hoofdkam van de Grote Kaukasus. De hoogste top van het Keli hoogland is de Sjerchota (3694 meter), die in Kazbegi ligt.

### In Europa

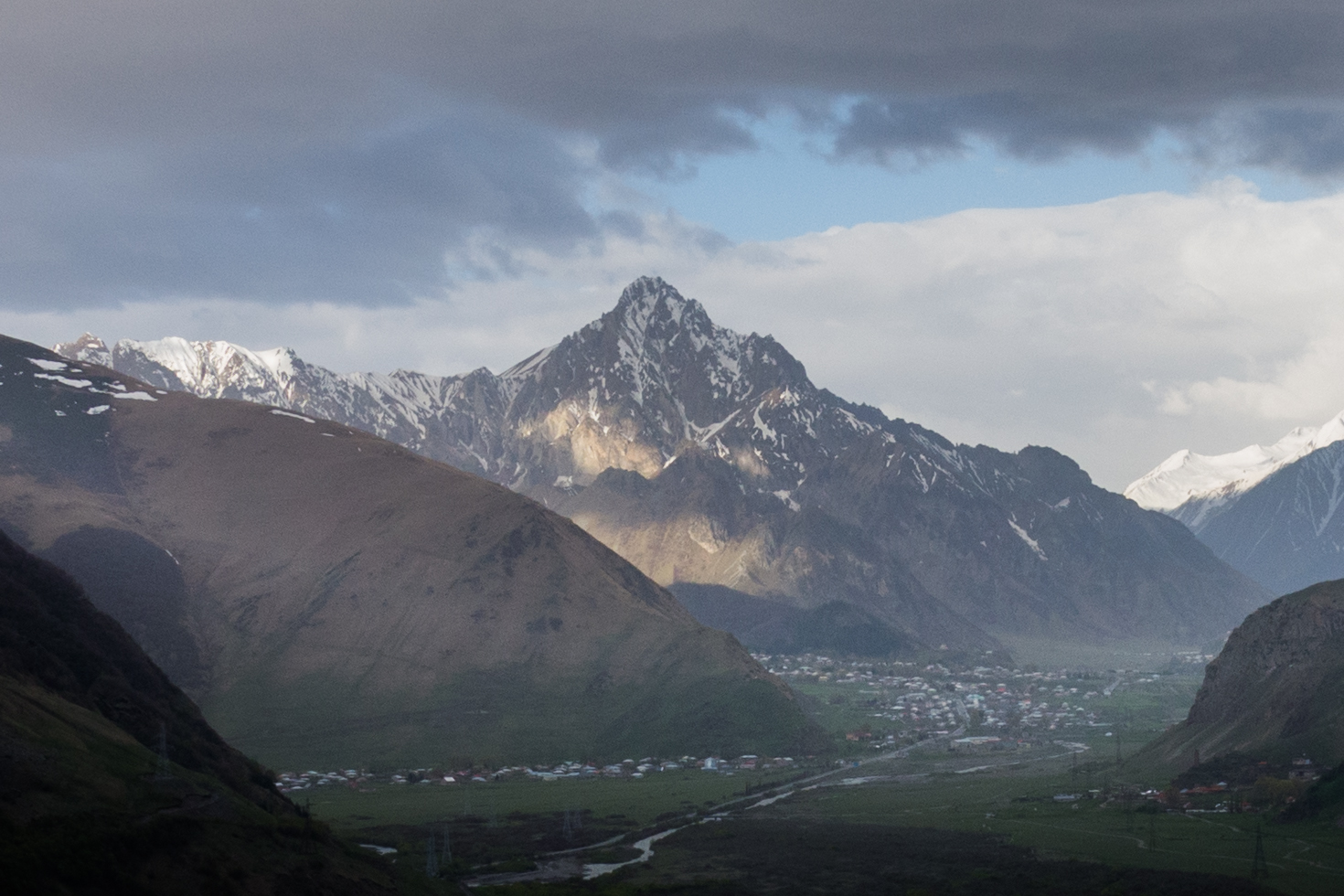
De berg Chabardzjina met aan de voet het dorp Sioni en de Terek-rivier.

De waterscheiding van de Grote Kaukasus ligt voor het grootste deel op de gemeentegrens met Doesjeti. Dit betekent dat het grootste deel van de gemeente aan de Europese kant van de Kaukasus ligt. De hoogste bergen van de gemeente bevinden zich niet in de hoofdkam van de Kaukasus maar op de grens met Rusland in het Chochigebergte dat zich aan de Europese kant bevindt. Dit is een subgebergte van de Grote Kaukasus die tussen de rivieren Ardon en Terek parallel aan de hoofdkam loopt. Dit gebergte kent verschillende gletsjers.
De Kazbek bij Stepantsminda is met 5047 meter hoogte de hoogste berg in de gemeente, gesitueerd in het oostelijke einde van het Chochigebergte. Het is tevens een van de hoogste en markantste bergen van Georgië. De Kazbek kent een vulkanische oorsprong en is ongeveer 6000 jaar geleden voor het laatst uitgebarsten. De tweede hoge top is de Dzjimara (4780 meter), onderdeel van het Kazbekmassief. Andere hoge bergen zijn de Sjani (4452 m) op de grens met Rusland ten oosten van Stepantsminda. Er liggen langs de Terek-rivier diverse markante bergen, waaronder de 3142 meter hoge Chabardzjina, met aan de voet het dorp Sioni.

### Terek

Troesovallei, bron van de Terek.

De rivier Terek, de belangrijkste rivier in Kazbegi, ontspringt in de kop van de Troesovallei en stroomt vandaar via Stepantsminda door de Darjalkloof naar Rusland. Deze diepe kloof is belangrijk geweest in de geschiedenis van het land en vormde historisch vanuit Rusland de enige goed te bereizen toegangsroute tot Georgië. De Georgische Militaire Weg, tussen Vladikavkaz en Tbilisi loopt door de Darjalkloof. De 2395 meter hoge Dzjvaripas in deze weg bij Goedaoeri is de passage over de waterscheiding van de Grote Kaukasus.

### Troesovallei
In het westen van de gemeente ligt de omvangrijke Troesovallei, een oost-west georiënteerd trogdal met een lengte van ruim 20 kilometer en een breedte van 1 tot 2 kilometer. Het heeft een dalbodem tussen de 2000 en 2400 meter boven zeeniveau. De vallei is het brongebied van de Terek en wordt omsloten door de bergkam van de Grote Kaukasus aan de zuidkant en het Chochigebergte ten noorden ervan. De vallei bevat cultuur-historisch erfgoed en had ooit een betrekkelijk omvangrijke populatie, met name Osseten die zich hier vanaf de 17e eeuw vestigden. Sinds het begin van de 21e eeuw is de vallei praktisch verlaten.

## Demografie
Begin 2024 telde de gemeente Kazbegi 3.757 inwoners, een geringe daling ten opzichte van de volkstelling van 2014.
| Gemeente Kazbegi                                                        | - | - | 10.183 | 7.976 | 7.139 | 6.662 | 6.411 | 5.261 | 3.795 | 3.795 | 3.757 |  |  |  |
| Georgiërs                                                               | - | - | 59,9%  | 73,3% | 84,8% | 90,3% | 92,4% | 97,7% | 99,2% | -     | -     |  |  |  |
| Osseten                                                                 | - | - | 34,7%  | 25,2% | 13,7% | 8,8%  | 7,0%  | 1,7%  | 0,3%  | -     | -     |  |  |  |
|                                                                         |   |   |        |       |       |       |       |       |       |       |       |  |  |  |
| Stepantsminda                                                           | - | - | 1.381  | 1.180 | 1.991 | 1.914 | 1.957 | 1.783 | 1.326 | 1.428 | 1.526 |  |  |  |
| Verantwoording data: Bevolkingsstatistiek Georgië 1897 tot heden. Noot: |   |   |        |       |       |       |       |       |       |       |       |  |  |  |

### Etniciteit en religie
De bevolking van Kazbegi bestond volgens de volkstelling van 2014 vrijwel geheel uit Georgiërs (99,2%), op enkele Osseten en Russen na. De gemeente is geheel Georgisch-Orthodox.

### Osseten in de Troesovallei
De Troesovallei in het westen van Kazbegi kende in het verleden een Osseetse gemeenschap. Dit had zijn ontstaansgeschiedenis in de 17e eeuw toen Osseten vanaf de toen Georgische Dvaleti-vallei (in het huidige Noord-Ossetië) zuidwaarts migreerden over de Kaukasus. Op deze wijze ontstonden Osseetse gemeenschappen in het uiterste noorden van het hedendaagse Zuid-Ossetië en in de Troesovallei.. In de 21e eeuw woont er vrijwel niemand meer in de vallei, die door Zuid-Ossetië ook wel Oostelijk-Ossetië genoemd en er een territoriale claim op legt.

## Administratieve onderverdeling
De gemeente Kazbegi is administratief onderverdeeld in 6 gemeenschappen (თემი, temi) met in totaal 45 dorpen (სოფელი, sopeli) en één 'nederzetting met stedelijk karakter' (დაბა, daba).
- daba: Stepantsminda, bestuurlijk centrum gemeente;
- dorpen: in totaal 45, waaronder wintersportplaats Goedaoeri en Abano, het enige permanent bewoonde dorp in de Troesovallei.

## Bestuur

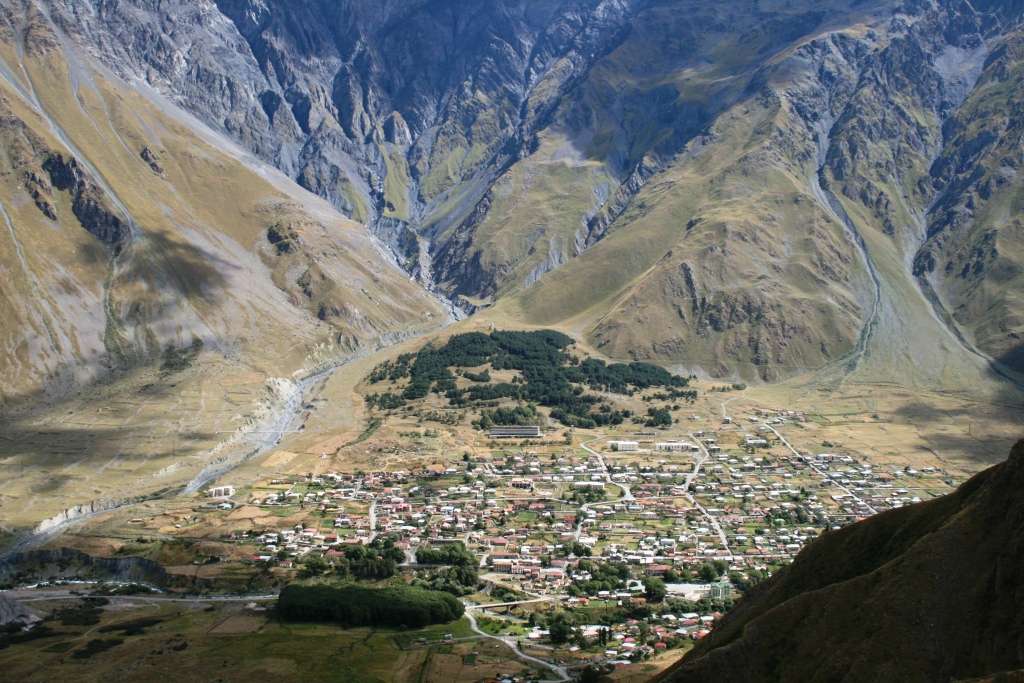
Gemeentelijk centrum Stepantsminda

De gemeenteraad van Kazbegi (Georgisch: საკრებულო, sakreboelo) is het vertegenwoordigend orgaan van 18 leden dat elke vier jaar wordt gekozen in een gemengd kiesstelsel. Een deel van de raad wordt via enkelvoudige kiesdistricten gekozen en een deel via evenredige vertegenwoordiging van gesloten partijlijsten, waarvoor een kiesdrempel geldt van drie procent.
| Partij | Partij                                    | 2014 | 2017 | 2021 |
| ------ | ----------------------------------------- | ---- | ---- | ---- |
|        | Georgische Droom (GD)                     | 12   | 12   | 12   |
|        | Verenigde Nationale Beweging (UNM)        |      |      | 1    |
|        | Voor Georgië                              |      |      | 1    |
|        | Patriotten van Georgië                    | 2    | 3    | 1    |
|        | Democratische Beweging - Verenigd Georgië | 4    | 1    |      |
|        | Overige partijen                          | 3    | 5    | 3    |
| Totaal | Totaal                                    | 21   | 21   | 18   |

## Bezienswaardigheden

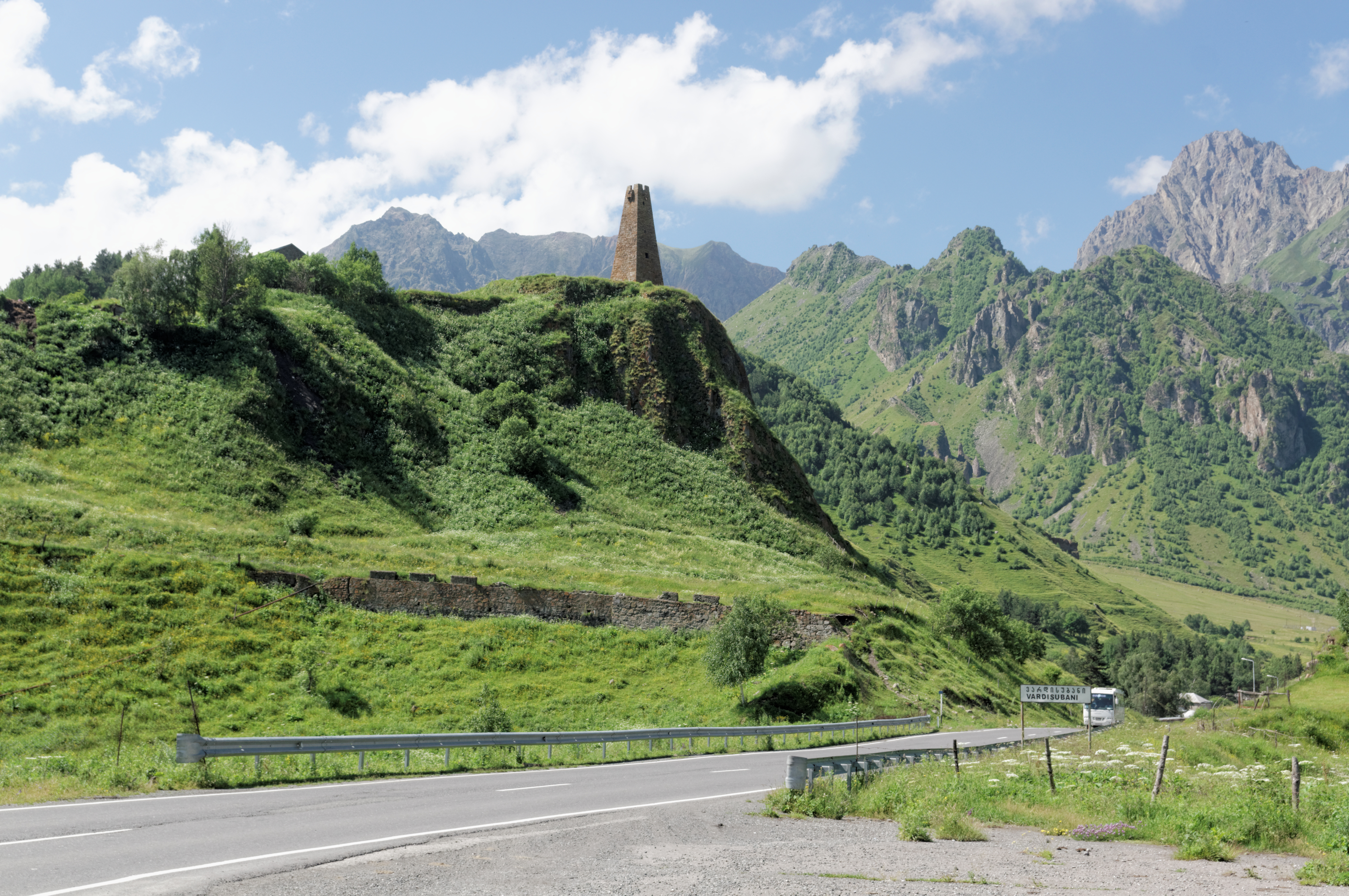
Defensieve toren in Sioni langs de Georgische Militaire Weg.

De gemeente kent diverse bezienswaardigheden die behoren tot grote toeristische trekpleisters in Georgië, zowel qua historische monumenten als natuurschoon.
- Een van de meest iconische kerken in Georgië is de Drievuldigheidskerk van Gergeti uit de 14e eeuw, op een heuvel boven Stepantsminda. Vanuit Stepantsminda is de kerk te zien met de berg Kazbek in de achtergrond.
- Wintersportplaats Goedaoeri. Populairste Georgische wintersportgebied, gelegen op 2200 meter boven zeeniveau met 14 skiliften die tot maximaal 3276 meter komen. Het ligt op twee uur rijden van Tbilisi.
- Troesovallei. Historische vallei in het westen van de gemeente en oorsprong van de Terekrivier. Dorpen in de vallei, zoals Abano, raakten in de 21e eeuw vrijwel ontvolkt.
- Verspreid in de gemeente zijn gefortificeerde woon- en verdedigingstorens uit de 16e of 17e eeuw te zien.
- Nationaal park Kazbegi in de Dzjoetavallei. Cultuur-historisch erfgoed uit de middeleeuwen en natuurschoon.

## Vervoer

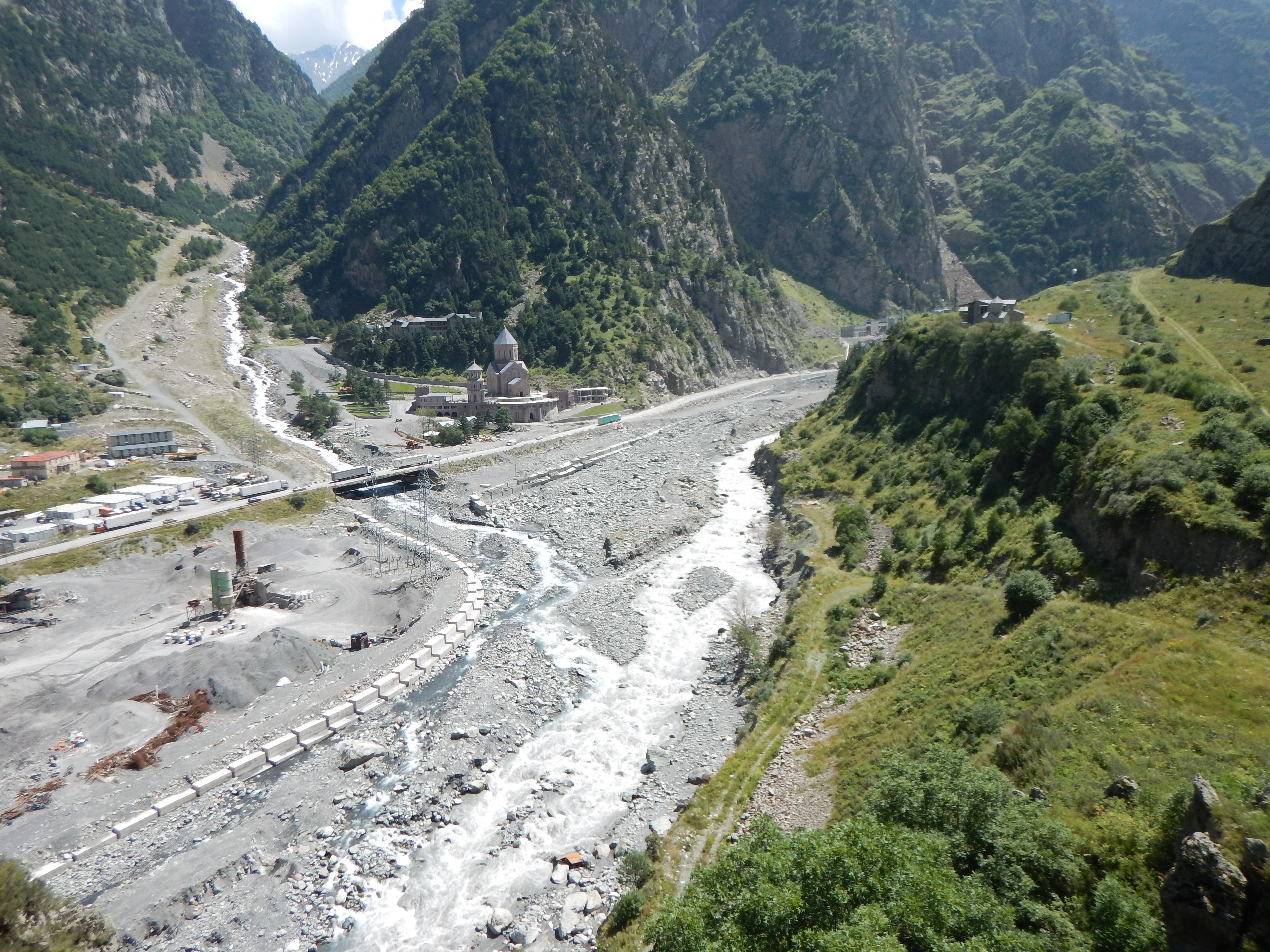
Darjalkloof

Door de gemeente passeert een van de belangrijkste transportcorridors van Georgië: de historische Georgische Militaire Weg, officieel de route van internationaal belang S3 (E117). Deze weg verbindt Tbilisi met Rusland en is van belang voor Armeens-Russisch transitverkeer. De weg passeert de grens in de Darjalkloof. De doorgang in de Darjalkloof is berucht vanwege aardverschuivingen.